# Matzen-Raggendorf
Pour les articles homonymes, voir Matzen.
Matzen-Raggendorf est une commune autrichienne du district de Gänserndorf en Basse-Autriche.